# Xã Hill, Quận Carroll, Missouri
Xã Hill (tiếng Anh: Hill Township) là một xã thuộc quận Carroll, tiểu bang Missouri, Hoa Kỳ. Năm 2010, dân số của xã này là 235 người.